# Berat Yenilmez
Berat Yenilmez (* 5. Oktober 1970 in Adapazarı, Sakarya) ist ein türkischer Schauspieler. Er besuchte die Müjdat Gezen Sanat Merkezi-Schauspielschule.

## Filmografie

### Fernsehserien
- Avrupa Yakası
- Çılgın Kanal
- Ramazan Güzeldir
- Hayat Kavgam
- Gurbet Kadını
- Sırlar Dünyası
- Biz Size Aşık Olduk
- Ruhsar
- Böyle mi Olacaktı
- Ak Saçlı Delikanlılar
- Seksenler
- Erkenci Kuş

### Kinofilme
- Kurbanlık
- Yanılgılar (Kurzfilm)
- Gönül Yarası

## Theater
- Rosa Lüksemburg
- Kuyruklu Yıldız Altında Bir İzdivaç
- Suç ve Ceza
- Hasır Şapka
- Hürrem Sultan